# Baye Oumar Niasse
El Hadji Baye Oumar Niasse (ur. 18 kwietnia 1990 w Dakarze) – senegalski piłkarz występujący na pozycji napastnika w reprezentacji Senegalu.

## Kariera klubowa
Swoją karierę piłkarską Niasse rozpoczął w klubie US Ouakam. W 2008 roku awansował do kadry pierwszego zespołu i wtedy też zadebiutował w nim w senegalskiej lidze. W 2011 roku wywalczył z nim tytuł mistrza Senegalu.
W 2012 roku Niasse został wypożyczony do norweskiego SK Brann. Swój debiut w Tippeligaen zaliczył 30 marca 2012 w wygranym 3:1 domowym meczu z Sandnes Ulf. Łącznie w barwach Brann wystąpił trzykrotnie. W 2013 roku wrócił do US Ouakam.
Latem 2013 roku Niasse został zawodnikiem tureckiego klubu Akhisar Belediyespor, a suma transferu wyniosła 250 tysięcy euro. Zadebiutował w nim 18 sierpnia 2013 w zwycięskim 3:1 domowym meczu z Elazığsporem. W debiucie zdobył gola. W całym sezonie zdobył 12 bramek i był najlepszym strzelcem zespołu.
W 2014 roku Niasse podpisał kontrakt z Lokomotiwem Moskwa. Rosyjski klub zapłacił za niego kwotę 5,5 miliona euro.

## Kariera reprezentacyjna
W reprezentacji Senegalu Niasse zadebiutował 15 stycznia 2013 roku w przegranym 1:2 towarzyskim meczu z Chile, rozegranym w La Serena.